# 弗洛里達 (科潘省)
弗洛里達（西班牙語：Florida），是洪都拉斯的城鎮，位於該國西部，由科潘省負責管轄，始建於1884年，面積345.3平方公里，海拔高度475米，2001年人口24,983，人口密度每平方公里72.35人。
15°2′0″N 88°50′0″W / 15.03333°N 88.83333°W